# بزم آرا خانم
بزم آرا خانم هي زوجة السلطان العثماني عبد المجيد الأول. وُلدت في 1834 في شركيسيا، وتوفيت في 25 يناير 1909 في إسطنبول.